# 鄺準
鄺準（英語：Kwong Chun，1930年－2021年5月7日)，籍貫廣東省花都市（現廣州市花都區）花山鎮，新鴻基地產前主席鄺肖卿的胞弟，郭炳湘、郭炳江及郭炳聯的舅父。鄺準早年已是家中的「太子爺」，祖父在廣州開辦紡織廠，父親則經營染坊；因為胞姊與新地創辦人郭得勝結緣，最後加入新鴻基；他處事低調。鄺準畢業於廣東中山大學及武漢中南財經書院，1962年移居香港之前，服務於中國人民銀行。自1963年起，鄺準加入新鴻基地產，於2021年4月退休，退休前為執行董事。
被新鴻基集團員工尊稱為「老爺」的鄺準，是新地董事局成員，主管新地旗下康業服務有限公司事務。他的兒子鄺正煒及女兒亦在旗下公司任職高層。
2021年5月7日病逝，享年91歲。